# Каратюбе
Каратюбе (кум. Кара-тюбе, цез. Гъаратйубе) — село Бежтинского участка Дагестана. Входит в Качалайский сельсовет.

## Географическое положение
Расположено на территории Бабаюртовского района в 8 км к северо-востоку от села Бабаюрт на Бабаюртовском канале.
Ближайшие населённые пункты: на севере — Айтхан, на юге — Ахайотар, на западе Люксембург.

## История
Основано в 1867 г.
В 1883 году село Кара-Тюбе входило в состав 3-го (Магометов-мостовский) участка Хасавюртовского округа Терской области. Состояло 119 дворов, в которых проживало 485 человек, основное население — ногайцы. По данным на 1926 год село Кара-Тюбе состояло из 48 хозяйств и входило в состав Баба-Юртовского сельсовета Баба-Юртовского района.. По данным на 1939 год аул Кара-Тюбе входил в состав Кутанаульсуого сельсовета и являлся центральным отделением колхоза имени Андреева. На основании постановления СНК ДАССР от 14 августа 1939 г. «О сселении хуторских населённых пунктов колхозов Бабаюртовского района в их основные населённые пункты», в 1940 году в аул были переселены жители хуторов имени Фрунзе и Ахай-отар.
В 1950-е годы уже жители села Каратюбе были расселены по соседним населённым пунктам, а земли бывшего села были переданы под зимние пастбища колхоза имени XXII партсъезда Цунтинского района, где был образован одноимённый кутан.

## Население
| 1889 | 1926 | 1939 | 1959 | 1989 | 2002 | 2010 |
| ---- | ---- | ---- | ---- | ---- | ---- | ---- |
| 314  | ↘219 | ↗235 | ↘171 | ↗267 | ↘244 | ↗289 |
| 2021 |      |      |      |      |      |      |
| ↗366 |      |      |      |      |      |      |

### Национальный состав
| № | Национальность | 1926 г. | 1926 г. | 2010 г. | 2010 г. |
| - | -------------- | ------- | ------- | ------- | ------- |
| № | Национальность | чел.    | %       | чел.    | %       |
| 1 | ногайцы        | 194     | 89      | -       | -       |
| 2 | кумыки         | 21      | 10      | -       | -       |
| 3 | аварцы         | 2       | 1       | 89      | 31      |
| 4 | даргинцы       | 2       | 1       | -       | -       |
| 5 | дидойцы        | -       | -       | 200     | 69      |